# Сентер (Мисури)
Сентер (енгл. Center) град је у америчкој савезној држави Мисури.

## Демографија
По попису из 2010. године број становника је 508, што је 136 (-21,1%) становника мање него 2000. године.
| Група             | 2000.       | 2010.       |
| Белци             | 631 (98,0%) | 484 (95,3%) |
| Афроамериканци    | 1 (0,2%)    | 7 (1,4%)    |
| Азијати           | 0 (0,0%)    | 6 (1,2%)    |
| Хиспаноамериканци | 6 (0,9%)    | 5 (1,0%)    |
| Укупно            | 644         | 508         |